# فدرالسبورگ (مریلند)
فدرالسبورگ (به انگلیسی: Federalsburg) شهری در ایالت مریلند کشور ایالات متحده آمریکا است که جمعیت آن در سرشماری سال ۲۰۱۰ میلادی، ۲٬۷۳۹ نفر بوده‌است.